# Александар Максимовић
Александар Максимовић (Београд, 26. фебруар 1988) је репрезентативац Србије у рвању грчко-римским стилом. Освајач је медаља Европском првенству као и учесник Олимпијских игара.

## Каријера
За репрезентацију Максимовић је дебитовао на 2003. на Европском првенству за кадете, а 2005. је освојио бронзу на истом такмичењу. Европски јуниорски првак постао је 2007, а идентичан успех поновио је и наредне године. 2008. је такође освојио сребрну медаљу на Светском јуниорском првенству и дебитовао на Европском првенству за сениоре где је заузео девето место. На Медитеранским играма 2009. у Пескари освојио је сребрну медаљу. Прву сениорску медаљу на Европском првенству освојио је 2011, бронзу у Дортмунду. На Европском првенству у Београду 2012. изгубио је у мечу за бронзану медаљу од Швеђанина Матијаса Гунтера, међутим шведски рвач је пао на допинг тесту. Исте године учествовао је на Олимпијским играма у Лондону као једини рвач из Србије. На Светском првенству медаљи је био најближи 2013. када је изгубио у борби за бронзу и заузео пето место. На Медитеранским играма у Мерсину освојио је сребро. На Европском првенству 2014. био је осми, а на Европским играма 2015. пети. Сребрном медаљом окитио се на Европском првенству 2016. у Риги.